# Dětský grooming
Dětský grooming je označení pro chování jedinců nebo skupin, kteří navazují důvěrné vztahy s oběťmi, zejména dětmi či mladistvými, s cílem sexuálního nebo jiného zneužití. Výraz pochází z angličtiny. Skupinový grooming se vyznačuje tím, že po navázání důvěrného vztahu jednají pachatelé ve skupině. K primárnímu navázání kontaktu dochází často na veřejnosti (v parku, u škol, v blízkosti obchodů) a na internetu (tzv. online grooming). Lidé, kteří se dopouštějí dětského groomingu, se pak často označují jako sexuální predátoři.
Speciální variantou groomingu je kybergrooming, v jehož případě pro navázání kontaktu slouží internetové komunikační prostředky (například různé chaty, sociální sítě, Skype, atd.); v takových případech je zneužití oběti zpravidla individuální.

## Průběh groomingu
Jedná se o záměrný a složitý proces, kterým se pachatelé v tajnosti snaží oběť postupně zmanipulovat za účelem získání něčeho, typicky navázání sexuálního vztahu. V případech pohlavního zneužívání groomer pracuje s obětí a lidmi v jejím okolí, snaží se je získat a ovlivnit tak, aby překročili své dosavadní hranice komunikace a jednání.
Sexuální predátoři se většinou zaměřují na jedince, který působí zranitelně, např. vykazují známky nízkého sebevědomí. Často působí velmi mile, ochotně a sympaticky. Snaží se tak nejprve získat důvěru dítěte, případně i důvěru jeho rodiny; zde může docházet např. k dávání dárků či naplňování jiných potřeb. Rovněž se snaží normalizovat sexuální témata v komunikaci s dítětem. Následně se ho snaží izolovat a do vztahu nenápadně začleňovat fyzický dotek, který postupně přejde až do sexuálního zneužívání. Zároveň dítě přesvědčuje, že je to jejich společné tajemství a udržuje tak nad ním kontrolu.

## Předcházení groomingu
Významnou úlohu ve snaze předcházet dětskému groomingu má vzdělávání ohledně této problematiky a pomoc při rozpoznávání tohoto jednání. Rodiče mohou k prevenci přispět seznámením dětí s jejich osobním prostorem a hranicemi jednání. V rodině je důležité pěstovat upřímnost a transparentnost. Rodič by měl dítě ujistit, že za ním může vždy s čímkoliv přijít a svěřit se. Důležité je zavedení zásady, podle které je nezbytná přítomnost vícero dospělých při hlídání dětí.
V případě církevních a dalších organizací je na místě stanovit jasná pravidla pro zaměstnance i dobrovolníky ohledně hranic vhodného chování k dětem. Organizace také mohou zajišťovat školení a kurzy týkající se etiky vztahů a známek zneužívání.